# Zeppelinknop

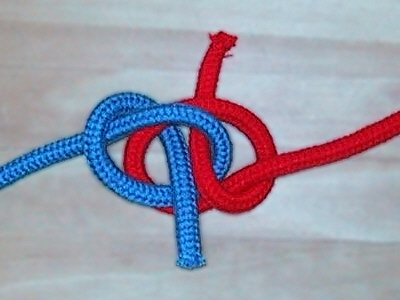
Zeppelinknop

Zeppelinknop eller Rosendahlknop är en knop som är bra för att skarva två rep av samma tjocklek.  Namnet kommer från Charles Rosendahl, en kapten på en Zeppelinare som krävde att hans luftskepp skulle förtöjas med knopen. I standardverket The Ashley Book of Knots finns knopen inte med, men är väldigt lik "Hunter's bend" med nummer 1425 A.
Zeppelinknopen anses vara relativt enkel att slå och samtidigt relativt lätt att lösa upp även om den belastats med stor kraft.